# Centris fasciata
Centris fasciata är en biart som beskrevs av Smith 1854. Centris fasciata ingår i släktet Centris och familjen långtungebin. Inga underarter finns listade.

## Bildgalleri

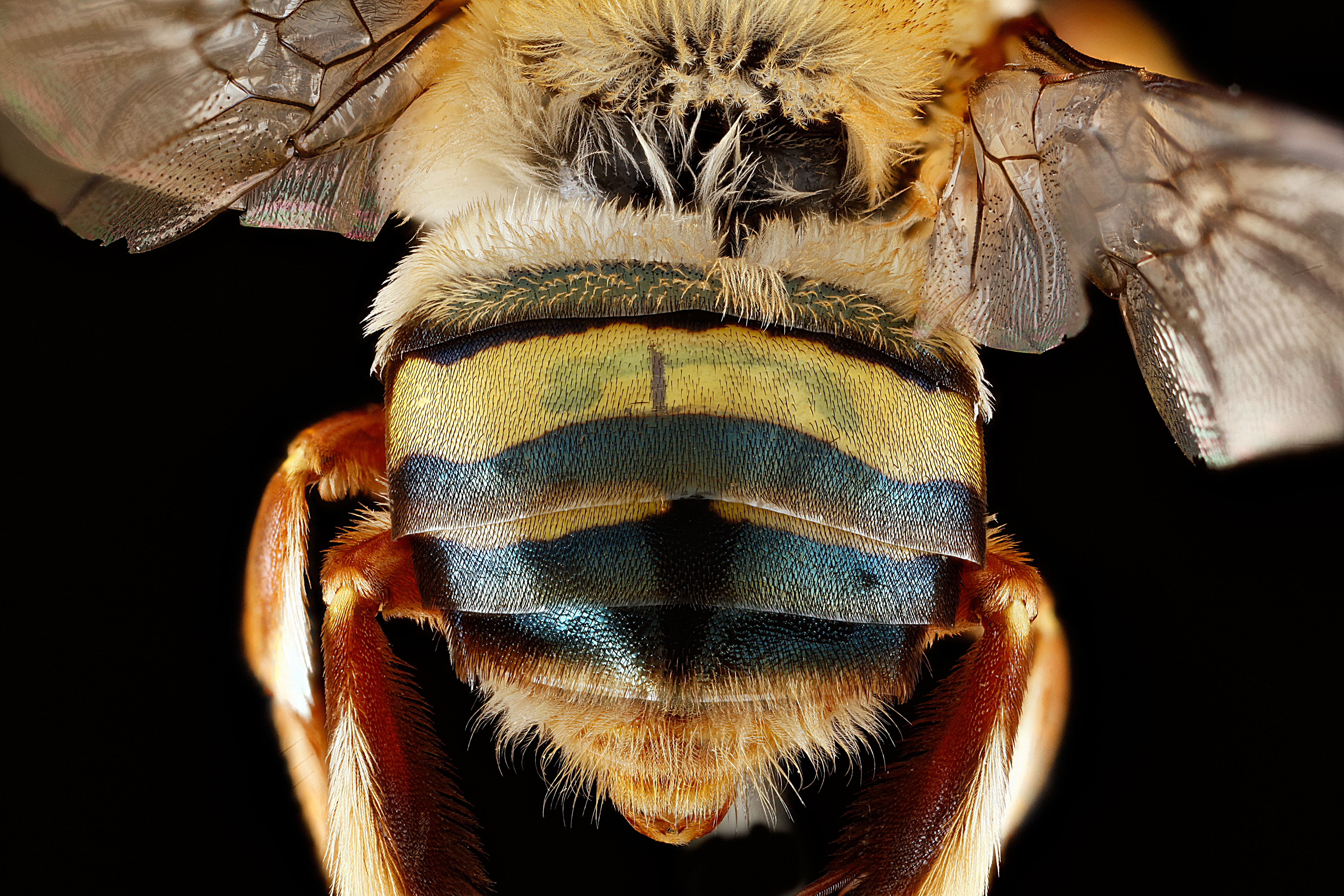
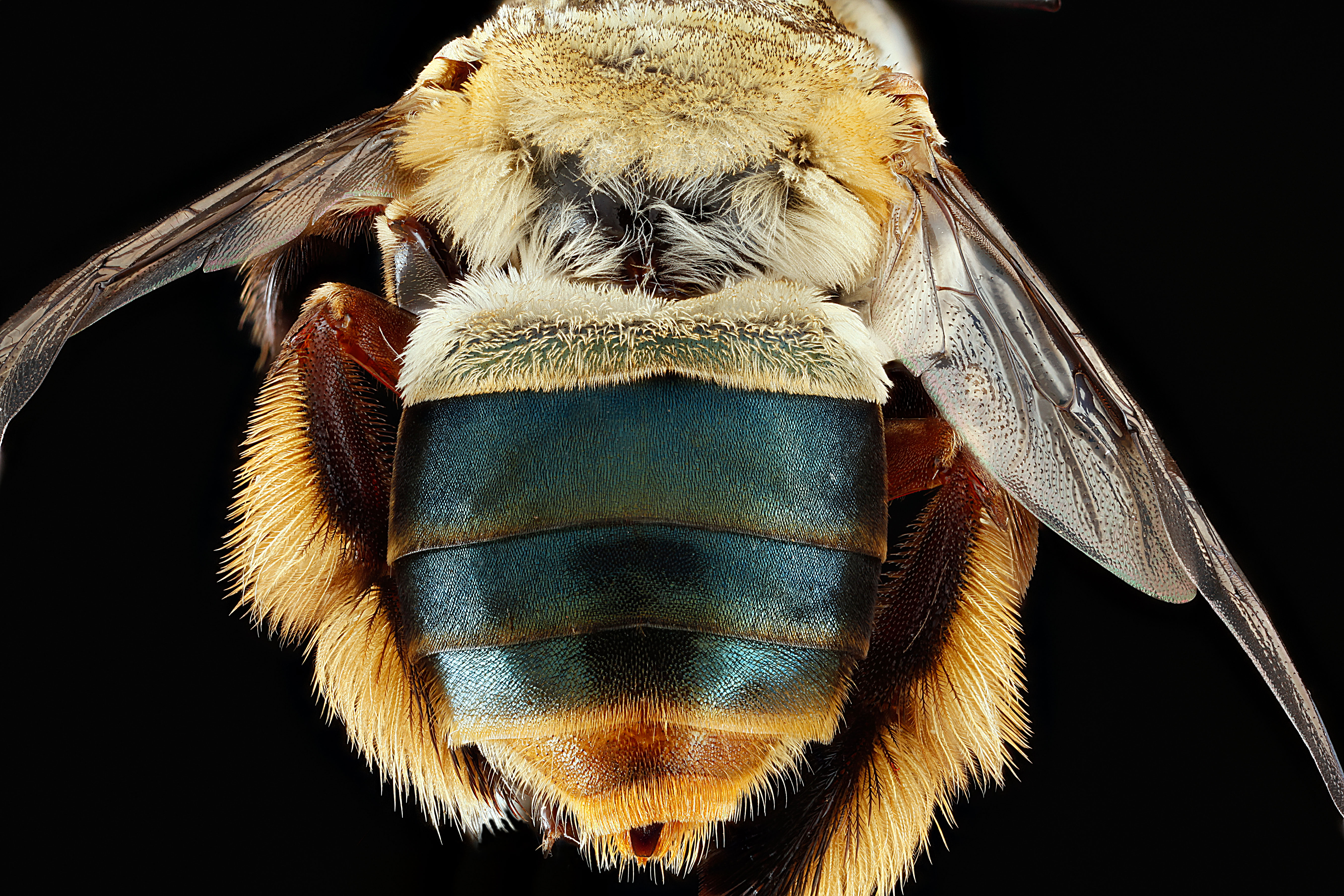
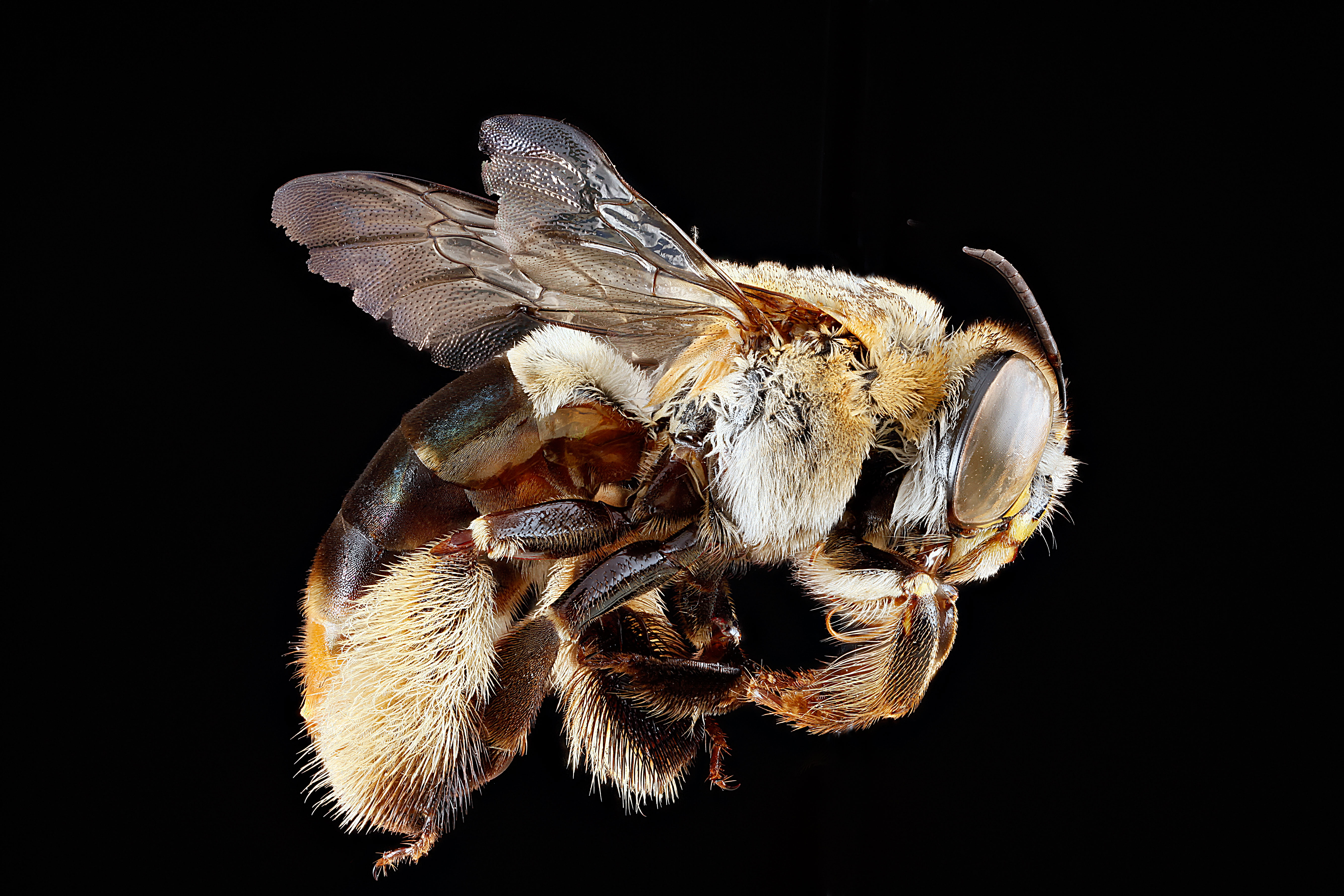
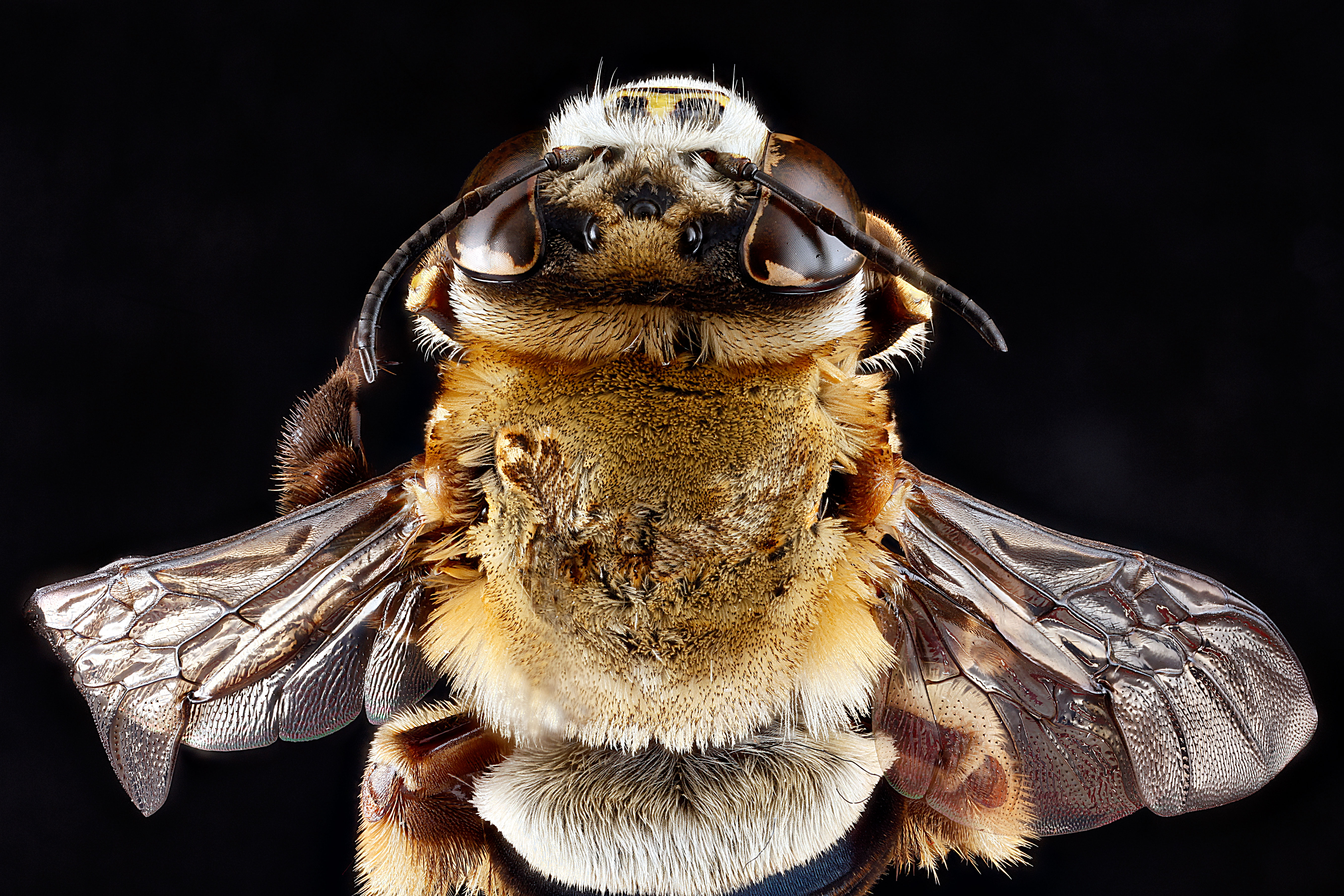
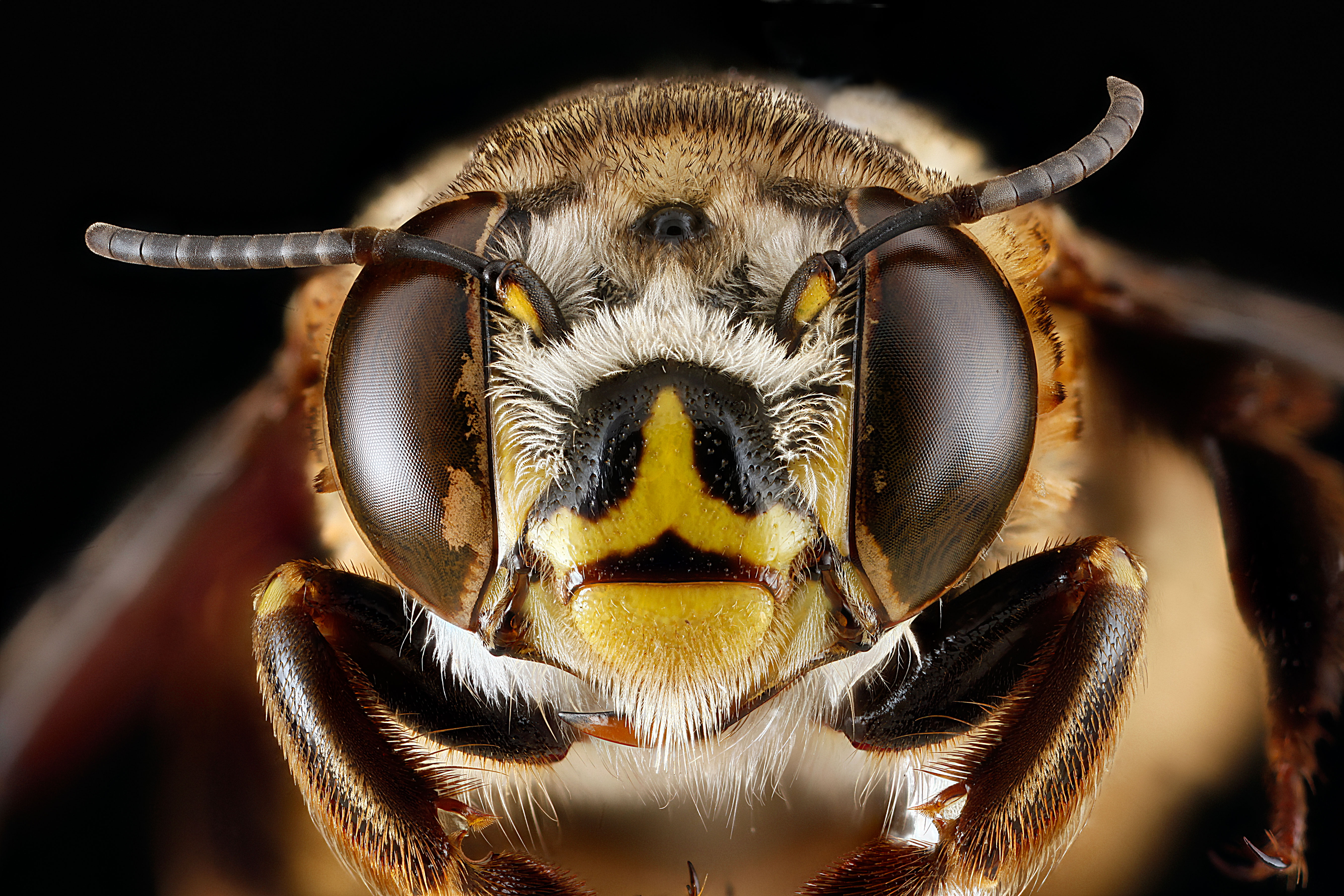
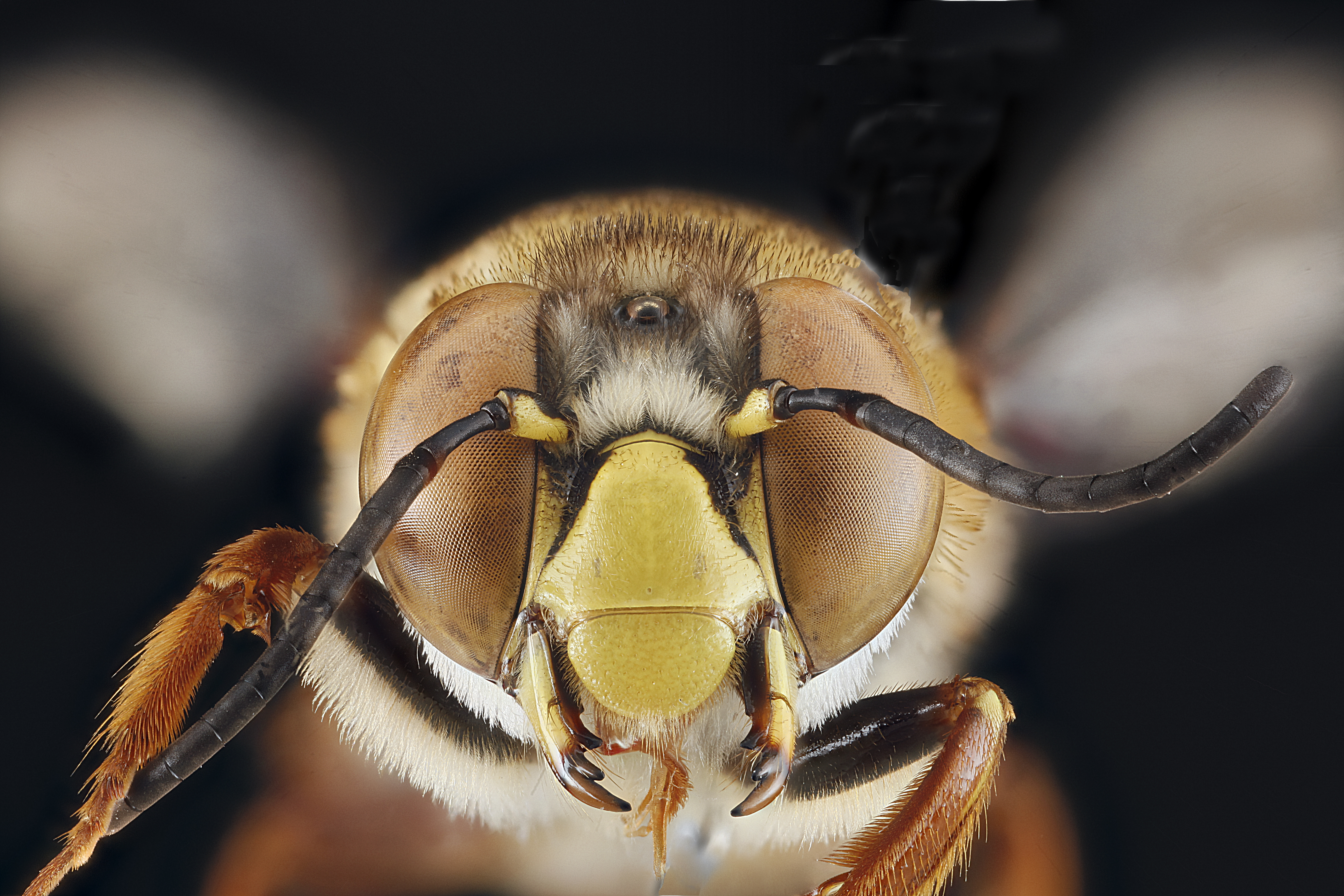